# Eminium
Eminium ist eine Pflanzengattung aus der Familie der Aronstabgewächse (Araceae). Die neun Arten sind in der Türkei und im Nahen Osten bis Zentralasien beheimatet. Dort wachsen sie auf kargen, sandigen bis steinigen Böden.

## Beschreibung

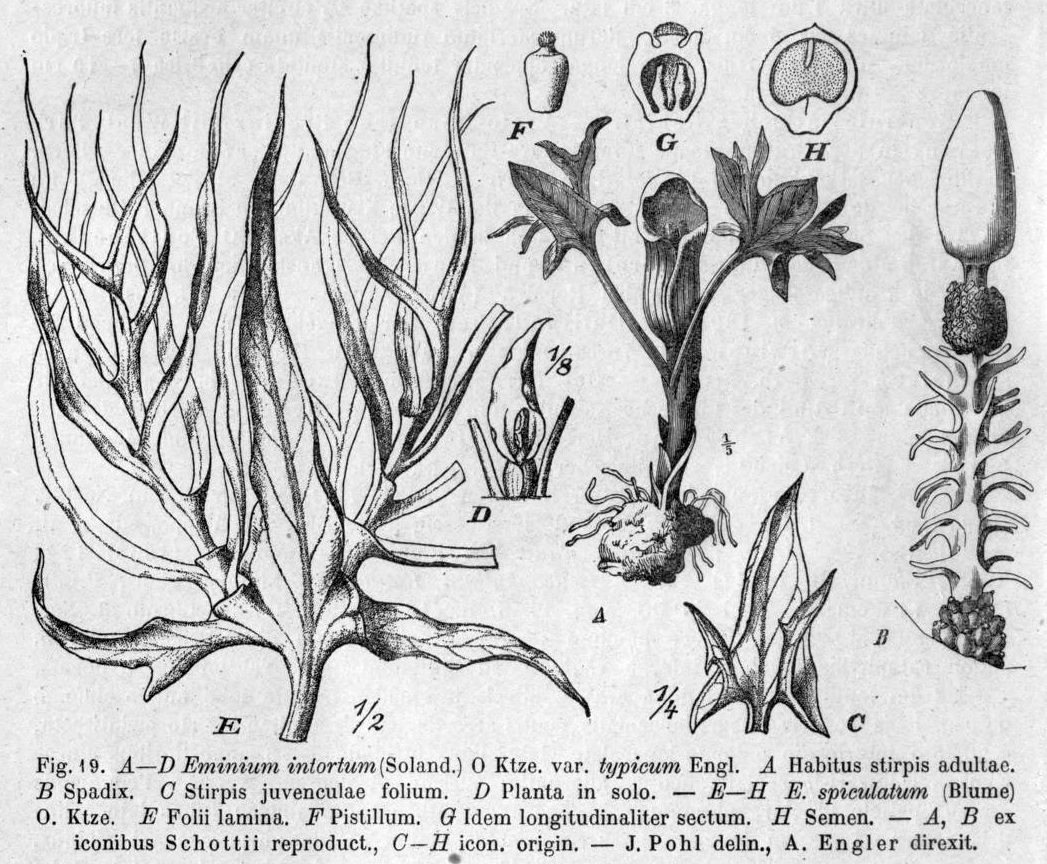
Illustration von Eminium intortum

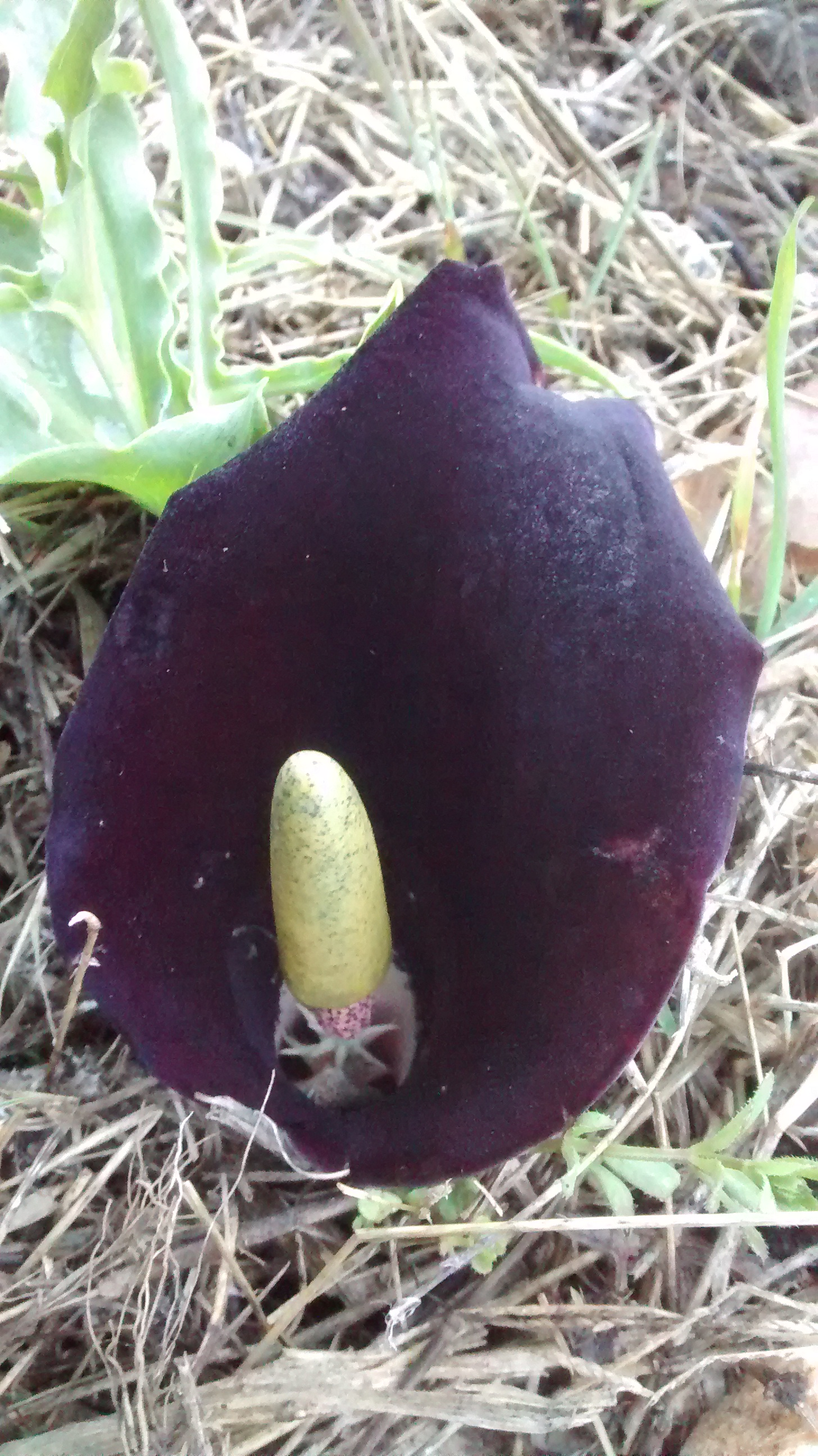
Eminium

Die Arten der Gattung Eminium sind mittelgroße, jahreszeitlich ruhende ausdauernde krautige Pflanzen. Die Knolle ist kugelig mit wachsartigem Staub an der Spitze und zwischen den Niederblättern. Es sind drei bis sechs (bis acht) Laubblätter vorhanden. Die Blattscheide ist ziemlich lang. Die Blattspreite ist bei Eminium lehmannii, Eminium regelii und Eminium koenenianum länglich-elliptisch, bei den anderen Arten lineal- bis geöhrt-spießförmig oder fußförmig gespalten oder geschnitten mit aufrechten, spiralig gedrehten Spießlappen. Die primären Seitenadern der Blattabschnitte besitzen fiederförmige Verzweigungen, die sich vor dem Rand zu einer Randader vereinigen, während die Aderung höherer Ordnung vernetzt ist.

Verbreitungsgebiet von Eminium

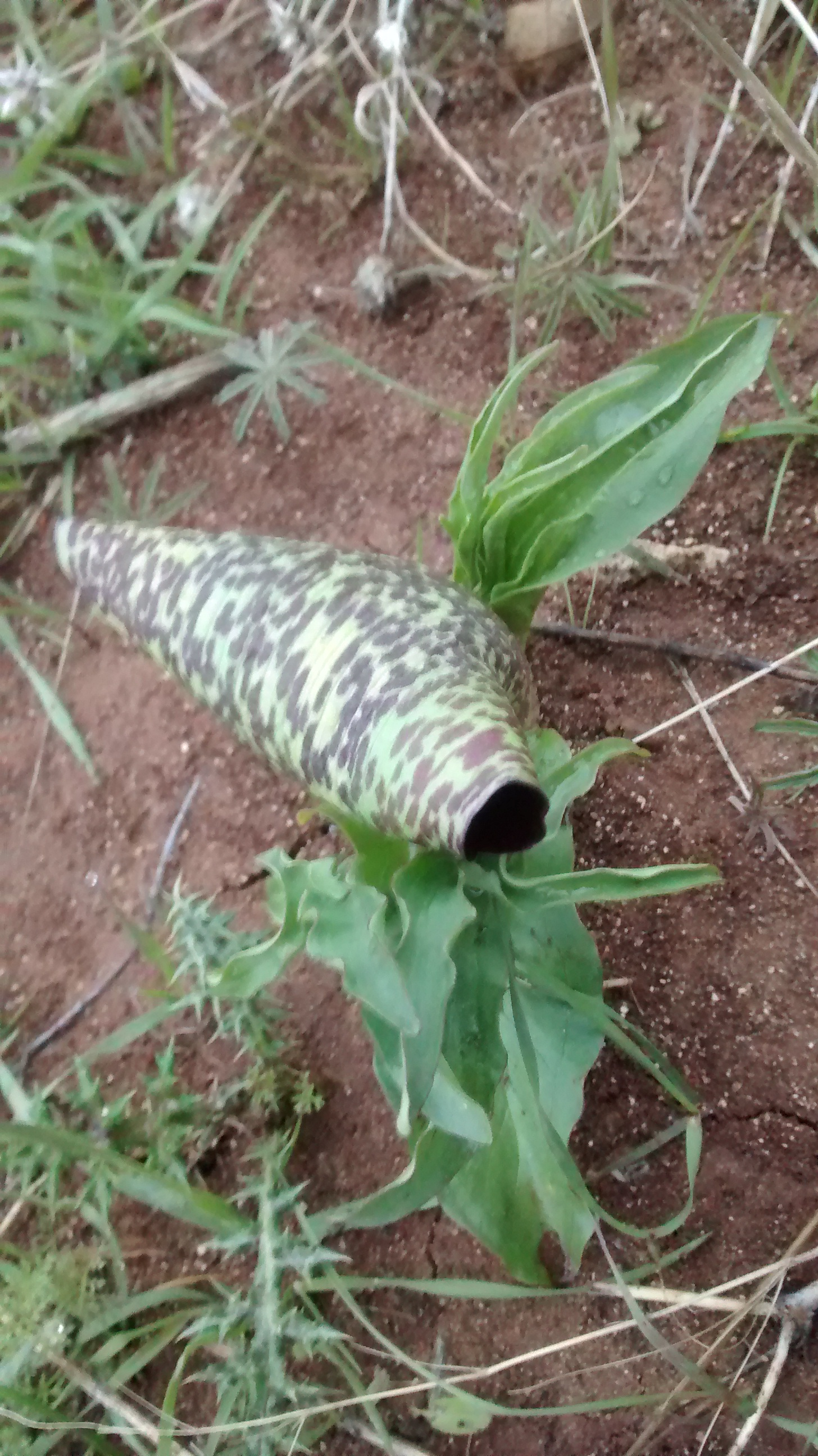
Eminium zusammengerollt

Der einzelne, übelriechende Blütenstand erscheint mit den Blättern. Der an der Spitze oft stark verdickte Blütenstandsschaft wird vom Stiel des tragenden Blattes weit überragt. Die verwelkt nicht abfallende Spatha besitzt eine fast bauchige bis längliche Röhre mit eingerollten Rändern, die aufrechte Spreite ist länglich bis eiförmig-länglich mit glatter oder bei Eminium spiculatum dicht gerunzelter Innenfläche. Die sitzende, schlanke Spadix ist kürzer als die Spatha. Die kurz zylindrische Zone der weiblichen Blüten trennt ein längerer Abschnitt mit meist spärlich verteilten sterilen Blüten von der kürzeren bis längeren, ellipsoidischen bis zylindrischen Zone der männlichen Blüten. Das meist ziemlich kurze Anhängsel ist sitzend oder gestielt, verlängert-keulenförmig oder schmal bis breit zylindrisch und besitzt eine glatte, bei Eminium spiculatum und Eminium koenenianum runzelige Oberfläche.
Den eingeschlechtigen Blüten fehlt eine Blütenhülle. Die männlichen Blüten besitzen zwei freie Staubblätter mit sitzenden oder fast sitzenden Staubbeuteln. Das Konnektiv ist schlank, die Pollensäcke sind länglich-ellipsoidisch und reißen an der Spitze durch einen Schlitz auf. Die Staminodien der sterilen Blüten bestehen aus abstehenden, pfriemlichen, manchmal abgeflachten, geraden bis leicht gebogenen Fortsätzen. Die weiblichen Blüten bestehen aus einem einfächerigen, ellipsoidischen bis verkehrt-eiförmigen Fruchtknoten, der zwei orthotrope Samenanlagen enthält. Der Funiculus ist kurz, die Plazentation basal oder annähernd basal. Der Griffel ist kurz oder undeutlich mit halbkugeliger Narbe. Die Frucht ist eine rundliche Beere, die ein (bis zwei) Samen enthält. Die Samen sind verkehrt-rübenförmig bis rundlich mit lederiger, runzeliger Schale und großer Strophiole. Der Embryo ist klein und verlängert, Endosperm ist reichlich vorhanden.
Die Chromosomenzahl beträgt 2n = 24 oder 48.

## Systematik
Carl Ludwig Blume stellte 1836 die Sektion Arum sect. Eminium Blume auf. Heinrich Wilhelm Schott erhob sie 1855 in den Rang einer Gattung. Typusart ist Eminium spiculatum (Blume) Schott (Basionym: Arum spiculatum Blume). Die Gattung Eminium gehört zur Tribus Areae in der Unterfamilie Aroideae innerhalb der Familie Araceae. Der Name Eminium ehrt Emin Pascha, den Arzt und Afrikaforscher.

### Arten
Die Gattung Eminium besteht aus neun Arten:
- Eminium albertii (Regel) Engler: Afghanistan, Turkmenistan, Usbekistan[5]
- Eminium heterophyllum (Blume) Schott: südöstliche Türkei, Syrien, westlicher Iran[5]
- Eminium intortum (Banks & Soland) Kuntze: südöstliche Türkei, Syrien[5]
- Eminium jaegeri Bogner & P.C.Boyce: nordwestlicher Iran[5]
- Eminium koenenianum Lobin & P.C.Boyce: nordöstliche Türkei[5]
- Eminium lehmannii (Bunge) Kuntze: Afghanistan, Kasachstan, Kirgisistan, Turkmenistan, Tadschikistan, Usbekistan[5]
- Eminium rauwolffii (Blume) Schott: Sie kommt von der Türkei bis Syrien und zum südwestlichen Iran vor.[5]
  - Eminium rauwolffii var. kotschyi (Schott) Riedl
  - Eminium rauwolffii var. rauwolffii
- Eminium regelii Vved.: Kirgisistan, Tadschikistan, Usbekistan[5]
- Eminium spiculatum (Blume) Schott: Türkei, Libanon, Israel, Palästina, Jordanien, Ägypten, nördlicher Iran, nördlicher Irak[5]

## Verwendung
Die Knollen von Eminium spiculatum dienen im Küstengebiet Ägyptens als Nahrungsmittel. Roh sind alle Pflanzenteile durch das enthaltene Calciumoxalat giftig, durch Kochen werden sie aber genießbar. Der trockene und granulierte unterirdische Teil der Pflanze wird zur Behandlung von syphilitischen Erkrankungen der Nase oder Kehlkopf geräuchert. Der Wasser- oder Milchaufguss der Knolle wird zur Behandlung von Rheuma, Arthralgie, Radikulitis und Lungentuberkulose verwendet. Es wirkt entzündungshemmend und antikarzinogen und verhindert die Entwicklung von Tumoren.
Die Knollen von Eminium regelii werden in Usbekistan und Kirgisistan traditionell als Analgetikum verwendet.